# Paulo Branco
Paulo Branco (ur. 3 czerwca 1950 w Lizbonie) – portugalski producent filmowy. Jeden z najbardziej wpływowych i cenionych twórców i propagatorów europejskiego kina artystycznego.
Założyciel licznych niezależnych wytwórni filmowych, m.in. Madragoa Filmes (z siedzibą w Lizbonie), Gemini Fims (we Francji) i Spider Pictures (w Anglii). Odpowiadał za produkcję blisko trzystu filmów.
Znany z wieloletniej współpracy z reżyserami Raúlem Ruizem i Manoelem de Oliveirą. Współpracował również z takimi twórcami, jak m.in. Wim Wenders (Lisbon Story, 1994), Pedro Costa (Kości, 1997), Andrzej Żuławski (Wierność, 2000), Jerzy Skolimowski (Cztery noce z Anną, 2008) czy David Cronenberg (Cosmopolis, 2017).
Zasiadał w jury konkursu głównego na 49. MFF w Berlinie (1999) oraz na 63. MFF w Wenecji (2006).